# Leptostylus faulkneri
Leptostylus faulkneri là một loài bọ cánh cứng trong họ Cerambycidae.